# Tamás Mária
Tamás Mária (Sárkány, 1930. november 8. – Kolozsvár, 1987. szeptember 25.) erdélyi magyar költő, író, műfordító, húga Tamás Klára grafikus.

## Életútja, munkássága
Egyetemi tanulmányait a Bolyai Tudományegyetemen végezte, 1954-ben magyar nyelv- és irodalom szakos tanári oklevelet szerzett. Előbb a Napsugár c. gyermeklap belső munkatársa volt (ennek az időszaknak a terméséből születtek gyermekvers-kötetei), majd az Előre szerződéses munkatársaként írásaiból élt. Az 1960-as években ő is felsorakozott a társadalmi-politikai kérdésekkel nyíltan szembenézni akarók mellé. Ez különösen az Ősztől őszig c. pszichológiai, erkölcsi kérdéseket feszegető kisregényében nyilvánul meg. 
Amerikai utazásának tapasztalatait személyes telítettségű riportkönyvben (Milyen vagy, Amerika?) írta meg. „…bármilyen mohó szomjjal veti magát az új világ ritmusába – írta a kötet kapcsán Farkas Árpád –, nem felfedezni akarja Amerikát, hanem kivallatni…, rajong, vidul, szorong – s tömi poggyászát. Asszonyként odaadja magát Amerikának, erdélyiként le nem veszi fél szemét az itthoni tájról… A Milyen vagy, Amerika? elsősorban az író Tamás Mária felfedezése, mert szépirodalmi hitelű, s csak annyiban útirajz, amennyiben egy író új környezetbeni széttekintéséből valóságirodalom is születhet” (Igaz Szó, 1971/11).
Kiadói ösztönzésre könyvének sikere után hazai utazásairól próbált riportkönyvet írni, szókimondó éleslátása miatt azonban konfliktushelyzetbe került a hivatalos elvárásokkal, s a tervezett könyvből végül csak riportok jelentek meg szétszórtan. Ötvenedik születésnapján így jellemezte őt Bodor Pál:
„Író-kollégáim közül Tamás Mariról lenne a legnehezebb riportot írni… A riport mérleg is lehetne, meg jóvátétel sok mindenért, s mert íróról van szó, aki egész életén át vallott a társadalomnak s a társadalomért – a riport most vallomás lehetne: a társadalom vallomása, válasza az írónak… Mindenütt rátalált a sok, csak általa felfedezett szépség mellett a majdnem megoldhatatlan egyéni-emberi bajokra, telefonált Észak-Moldvából és Dél-Olténiából, sürgős segítségre mozgósítva barátait: nem, nem magáért – ismeretlen emberekért, akikért nem sajnált vagyonokat költeni nem létező vagyonából és heteket, hónapokat pazarolni örökké hiányos idejéből” (Igaz Szó, 1980/12. 564–567).

## Művei
- Csibe Kati (versek, Bukarest, 1955)
- Reggeltől estig (gyermekversek, Bukarest, 1961)
- Kerek egy esztendő (mesék, Bukarest, 1962)
- Ősztől őszig (regény, Bukarest, 1966)
- Berta és a három fia (verses képeskönyv, Bukarest, 1967)
- Kati-mesék gyermekeknek (Bukarest, 1967)
- Labdajáték (verses képeskönyv, Bukarest, 1967; németül Else Kornis fordításában)
- Milyen vagy, Amerika? (útikönyv, Bukarest, 1971)
- Eszterlánc (gyermekversek, Bukarest, 1971)
- A fekete lány (versek, Bukarest, 1974)
- Babaujjak tánca (gyermekversek, Bukarest, 1978)
- 100 x szép (gyermekversek, Bukarest, 1978)
- Aranykapu (gyermekversek, Bukarest, 1985)

## Műfordításai
- Al. Sahighian: Gyertek számolni (Bukarest, 1963)
- T. Constantinescu: Házi tücsök (mesék, Bukarest, 1964)
- G. M. Zamfirescu: A játékok lelke (mesék, Bukarest, 1967)
- Mioară Cremene: Csodálatos táska (mesék, Bukarest, 1967)
- Ionel Teodoreanu: Gyermekkorom utcája (elbeszélések, Bukarest, 1969)
- Lucia Olteanu: Mákvirág kalandjai (Bukarest, 1972)